# Limosina glabrocercata
Limosina glabrocercata är en tvåvingeart som beskrevs av Papp 1973. Limosina glabrocercata ingår i släktet Limosina och familjen hoppflugor. Inga underarter finns listade i Catalogue of Life.